# Siphona griseola
Siphona griseola är en tvåvingeart som beskrevs av Louis-Paul Mesnil 1970. Siphona griseola ingår i släktet Siphona och familjen parasitflugor. Inga underarter finns listade i Catalogue of Life.